# 孔明 (水浒传)
孔明和孔亮，小说《水浒传》中人物，原是白虎山下孔太公的儿子，后因发生争吵而杀了本乡的一个财主，从此占山为王，也是宋江徒弟。由于其叔孔宾在青州城被慕容知府捉住，兄弟俩带兵攻打青州救人，孔明被呼延灼活捉。后被宋江汇合二龙山、桃花山、白虎山三山人马攻下青州，救出孔明。从此兄弟俩投奔梁山，被封为守护中军步军骁将。在梁山受招安之后，孔明病死于征讨方腊的路上。

## 影视形象
- 2011年版《水浒传》：王增奇
- 2013年版《武松》：賈通波